# Ванюшенки
Ваню́шенки (рос. Ванюшенки) — присілок у складі Котельницького району Кіровської області, Росія. Входить до складу Вишкільського сільського поселення.
Населення становить 10 осіб (2010, 15 у 2002).
Національний склад станом на 2002 рік — росіяни 100 %.